# Martha Jeffersonová Randolphová
Martha Jeffersonová Randolphová (27. září 1772, Monticello, Virginie – 10. října 1836, Albemarle County, Virginie) byla v letech 1801–1809 první dáma USA.
Byla dcerou 3. amerického prezidenta Thomase Jeffersona a vykonávala funkci první dámy místo své matky Martha Wayles Skelton Jefferson, která zemřela v roce 1782.

## Potomci
Z manželství s Thomasem Mannem Randolphem vzešlo dvanáct dětí:
- Anne Cary Randolph (1791–1826)
- Thomas Jefferson Randolph (1792–1875)
- Ellen Wayles Randolph (1794–1795)
- Ellen Wayles Randolph (1796–1876)
- Cornelia Jefferson Randolph (1799–1871)
- Virginia Jefferson Randolph (1801–1882)
- Mary Jefferson Randolph (1803–1876)
- James Madison Randolph (1806–1834), první dítě narozené v Bílém domě[2]
- Benjamin Franklin Randolph (1808–1871)
- Meriwether Lewis Randolph (1810–1837)
- Septimia Anne Randolph (1814–1887)
- George Wythe Randolph (1816–1867)